# Frontera entre el Níger i Benín
La frontera entre el Níger i Benín és la línia fronterera en sentit est-oest que separa el nord de Benín del sud de Níger a l'Àfrica central, separant el departament beninès d'Alibori, de les regions nigerines de Dosso i Tillabéri. Té 266 km de longitud.
Separa l'extrem nord de Benín (Alibori) del Níger (Diffa). A la seva part oriental és marcada pel riu Níger i fa trifini Benín-Níger-Nigèria a les proximitats de Guené (Benín) i del port fluvial de Gaya al Níger. A l'oest acaba al trifini entre ambdós països amb Burkina Faso. Va ser demarcada per l'administració francesa durant el període colonial, durant la qual va separar dos territoris de l'Àfrica Occidental Francesa, la colònia de Dahomey i el Níger.

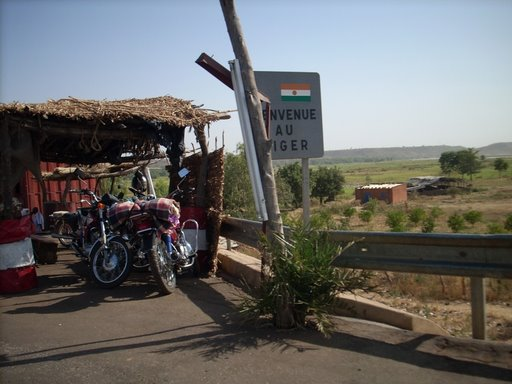
Frontera al departament de Gaya

Sobre la porció que segueix el curs del riu Níger i del sector del riu Mekrou, aquesta frontera va ser objecte d'un litigi que, a petició d'ambdues parts, es va resoldre mitjançant una sentència de la Cort Internacional de Justícia el 12 de juliol de 2005. El conflicte afectava unes vint illes del riu Níger. Benín argumentava que se li havia de retornar totes les illes, mentre que Níger en demanava una part. Sobre la base de l' uti possidetis juris i, per tant, sobre la llei colonial francesa, però també sobre l'establiment del thalweg (línia de sondatges més profunds) dels rius interessats, el Tribunal va adjudicar nou illes a Benín i setze a Níger, inclosa la de Lété, que va ser particularment disputada.